# Francisco Morchio
Francisco Alejandro Morchio (Buenos Aires, Argentina; 25 de mayo de 1975) es un ingeniero y político argentino del partido Encuentro Republicano Federal. Es Diputado de la Nación por la Provincia de Entre Ríos desde 2023.

## Biografía
Morchio es ingeniero agropecuaria de la Universidad Católica Argentina. Ejerció como Senador Provincial en la Provincia de Entre Ríos entre 2015 y 2023,
y Diputado de la Nación por la Provincia de Entre Ríos en las Elecciones legislativas de 2023, en la lista Juntos por Entre Ríos.

## Historial electoral
| Año  | Candidatura                          | Partido/Coalición                           | Elección     | votos   | Porcentaje       | Resultado                |
| ---- | ------------------------------------ | ------------------------------------------- | ------------ | ------- | ---------------- | ------------------------ |
| 2023 | Diputado de la Nación por Entre Ríos | Propuesta Republicana/Juntos por Entre Ríos | Legislativas | 269.189 | \| \| 36,49 % \| | Electo (1er lugar lista) |
|      | 36,49 %                              |                                             |              |         |                  |                          |

## Vida personal
Es casado y es padre de mellizos. [cita requerida]